# Aleksei Sibirtsev
Aleksei Sibirtsev (* 5. Dezember 1987 in Narva, Estnische SSR) ist ein estnischer Eishockeyspieler, der seit 2022 beim Nittorps IK unter Vertrag steht und mit dem Klub in der viertklassigen Division 2 spielt.

## Karriere

### Club
Aleksei Sibirtsev begann seine Karriere als Eishockeyspieler in seiner estnischen Heimat beim Narva PSK. Als 2007 mit den Tartu Big Diamonds eine estnische Mannschaft für die Teilnahme an der Lettischen Eishockeyliga gegründet wurde, unterschrieb der Stürmer dort einen Vertrag. Aber schon nach einem Jahr musste das Projekt aus finanziellen Gründen aufgegeben werden und Sibirtsev wechselte zum amtierenden lettischen Vizemeister ASK/Ogre, der damals für ein Jahr in der belarussischen Extraliga spielte. Einzelne Spiele bestritt er aber auch für seinen Stammverein Narva PSK in der heimischen Meistriliiga. Seit 2009 spielt er beim unterklassigen schwedischen Verein Varberg HK, den er 2011 von der fünftklassigen Division 3 in die Division 2 führte. Drei Jahre später gelang ihm mit dem Klub von der Kattegatküste der Sprung in die Division 1. Im Lauf der Spielzeit 2016/17 wechselte er zum Halmstad HF, wo er die Saison beendete. Von 2017 bis 2022 spielte er für den Borås HC. Nachdem er mit der Mannschaft zunächst in der Division 2 gespielt hatte, gelang 2019 der Aufstieg in die drittklassige Hockeyettan, aus der man 2021 wieder abstieg. 2022 wechselte er trotz des Wiederaufstiegs zum Ligakonkurrenten Nittorps IK.

### International
Für Estland nahm Sibirtsev im Juniorenbereich an der Division II der U18-Junioren-Weltmeisterschaft 2005 und der Division I der U20-Junioren-Weltmeisterschaft 2007 teil.
Noch im selben Jahr gab er sein Debüt für die Herren-Nationalmannschaft bei der Weltmeisterschaft der Division I, bei der auch im Folgejahr antrat, aber nach einem 1:2 nach Penalty-Schießen gegen Kroatien den Abstieg mit seinem Team hinnehmen musste. So spielte er 2009, als er bester Vorbereiter und nach seinem Landsmann Aleksandr Petrov zweitbester Scorer des Turniers war, und 2010 in der Division II. Scheiterten die Esten zunächst noch knapp an Serbien, so gelang 2010 in Sibirtsevs Geburtsstadt Narva mit fünf Siegen aus fünf Spielen bei 62:5 Toren der Wiederaufstieg in überzeugender Manier. Damit hatten die Esten einen Fahrstuhl betreten, denn dem Abstieg aus der Division I bei der WM 2011 und dem Wiederaufstieg 2012 folgte 2013 der erneute Abstieg, den auch Sibirtsevs sechs Tore – davon alleine drei bei der 3:5-Niederlage gegen Polen – nicht verhindern konnten. Mit diesen sechs Toren war er jedoch gemeinsam mit dem Ukrainer Roman Blahyj und dem Litauer Aimas Fiščevas bester Torschütze des Turniers. Bei der Weltmeisterschaft 2014 ging der Fahrstuhl für die Esten wieder nach oben in die Division I, wozu Sibirtsev mit jeweils drei Toren und Assists beitrug. Bei der Weltmeisterschaft 2015 gelang ihm mit dem Team aus dem Baltikum dann erstmals seit 2007 wieder der Klassenerhalt in der Division I. Auch 2016, 2017, 2018, 2019 und 2022 spielte er in der Division I.
Zudem spielte er für Estland im November 2008 bei den Qualifikationsturnieren für die Olympischen Winterspiele 2010 in Vancouver und 2022 in Peking sowie beim Baltic Cup 2016 und 2017.

## Erfolge und Auszeichnungen
- 2009 Bester Vorbereiter bei der Weltmeisterschaft der Division II, Gruppe A
- 2010 Aufstieg in die Division I bei der Weltmeisterschaft der Division II, Gruppe B
- 2011 Aufstieg in die Division 2 mit dem Varberg HK
- 2012 Aufstieg in die Division I, Gruppe B bei der Weltmeisterschaft der Division II, Gruppe A
- 2013 Bester Torschütze bei der Weltmeisterschaft, Division I, Gruppe B
- 2014 Aufstieg in die Division 1 mit dem Varberg HK
- 2014 Aufstieg in die Division I, Gruppe B, bei der Weltmeisterschaft der Division II, Gruppe A
- 2019 Aufstieg in die Hockeyettan mit dem Borås HC
- 2022 Aufstieg in die Hockeyettan mit dem Borås HC